# Tarsaster stoichodes
Tarsaster stoichodes är en sjöstjärneart som beskrevs av Percy Sladen 1889. Tarsaster stoichodes ingår i släktet Tarsaster och familjen Pedicellasteridae. Inga underarter finns listade i Catalogue of Life.